# Pseudacris triseriata
Pseudacris triseriata is een kikker uit de familie boomkikkers (Hylidae). De soort werd voor het eerst wetenschappelijk beschreven door Maximilian zu Wied-Neuwied in 1838. Vroeger behoorde deze soort tot het geslacht Hyla, waardoor de oude geslachtsnaam vaak wordt gebruikt in de literatuur. Later werd wel de wetenschappelijke naam Helocaetes triseriatus gebruikt.

## Uiterlijke kenmerken
Deze kleine kikker wordt nog geen vier centimeter lang, de mannetjes blijven kleiner dan de vrouwtjes. De basiskleur is grijs tot bruin en vrij variabel. Pseudacris triseriata is relatief makkelijk te herkennen aan het strepenpatroon op de rug in de lengte, wat bij maar weinig andere soorten boomkikkers voorkomt. De strepen zijn vrij breed, bruin en dun zwart omzoomd. Het patroon en de kleuren worden duidelijker naarmate de temperatuur hoger wordt. Een exemplaar met een duidelijke tekening die in koud water terechtkomt verliest meteen het contrast van de strepen. Verder is de buik wit en heeft deze kikker zeer kleine hechtschijven onder de tenen die alleen bij een vergroting goed te zien zijn. Vanwege de kleuren, kleine hechtschijven en het robuuste lichaam lijkt de kikker eerder op een echte kikker uit het geslacht Rana dan op een boomkikker.

## Verspreiding en habitat
Pseudacris triseriata komt voor in het oostelijk deel van de Verenigde Staten en delen van Canada. In de Verenigde Staten komt de kikker voor in de staten Iowa, Illinois, Indiana, Kentucky, Michigan, New York, Ohio en Tennessee. In Canada komt de kikker voor in de deelgebieden Newfoundland en Labrador, Ontario en Quebec.
Wat milieu betreft is deze soort niet kieskeurig, maar prefereert dichte groene, kruidachtige bodemvegetatie en tijdelijke poeltjes of onder water gelopen weilanden voor de voortplanting. Ook in bossen en weilanden kan de kikker gevonden worden.

## Levenswijze
Het voedsel bestaat uit vliegen, muggen en andere kleine insecten die 's nachts worden gevangen want overdag verstopt de kikker zich tussen bladeren en in bomen. Alleen tijdens of vlak na een regenbui wordt deze soort ook wel overdag aangetroffen. In de streken waar hij voorkomt staat de Pseudacris triseriata bekend als een van de vroegst kwakende soorten van het seizoen. Ze produceren een geluid dat lijkt op een duimnagel die langs een zakkam wordt gestreken, maar dan vele malen luider.
Vele boomkikkers zoeken ook weleens het water op om te vluchten maar de Pseudacris triseriata leeft behalve bij de eierafzet op het land. De eitjes worden aan waterplanten bevestigd en komen al na twee weken uit. Vrouwtjes zetten 500 tot 1500 eitjes af in kleine groepjes.